# Kalemegdan
Ne doit pas être confondu avec la forteresse de Belgrade, située dans le parc de Kalemegdan
Kalemegdan (en serbe cyrillique : Калемегдан) est un quartier et le plus grand parc de Belgrade, la capitale de la Serbie. Situé dans la municipalité urbaine de Stari grad, il domine le confluent de la Save et du Danube.
Dans le parc se dresse l'ancienne forteresse de Belgrade. On y trouve aussi des musées, des monuments, des attractions pour les enfants, ainsi qu'un grand nombre de terrains de sport et des restaurants.

## Histoire

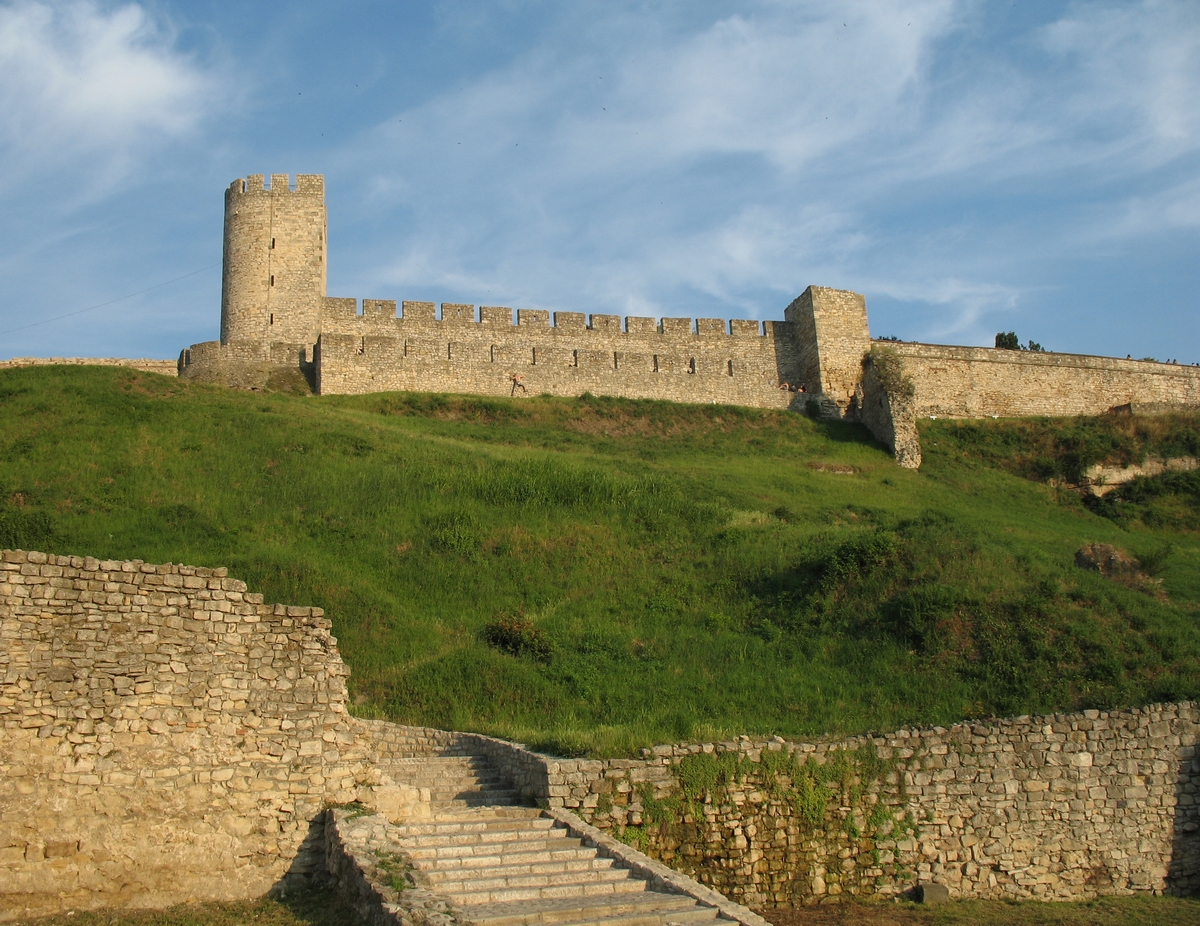
Le mur nord de la forteresse de Belgrade

Le nom de Kalemegdan se rapporte au vaste plateau dominant la Save et le Danube, sur lequel se dresse la forteresse de Belgrade. Sa dénomination provient des mots turcs kale qui signifie la « forteresse » et meydan, le « combat ». Les Turcs appelaient aussi Kalemegdan fichir-bajir, ce qui signifie la « colline de la méditation ». À l'époque où la forteresse était encore en activité, le plateau constituait un glacis servant de poste d'observation des mouvements ennemis et de terrain de préparation au combat.
L'aménagement paysager du parc a commencé après que les Turcs eurent restitué la forteresse aux Serbes en 1867, sur les ordres du prince Michel Obrenović. Les premières esquisses pour l'aménagement des glacis sont l'œuvre de l'urbaniste Emilijan Josimović et les premières plantations furent effectuées entre 1873 et 1875.
Les aménagements prirent un nouvel essor en 1890, quand l'armée remit le parc à la municipalité de Belgrade. Le maire d'alors, Nikola Pašić, approuva une première ligne de crédit de 10 000 dinars pour le développement de l'ensemble. En 1905, le parc fut agrandi par la création d'une zone appelée Mali Kalemegdan, le « Petit Kalemgdan », s'étendant du pavillon des arts Cvijeta Zuzorić jusqu'à l'actuel zoo de Belgrade. Après 1931, le parc s'étendit aussi à la forteresse haute (Gornji grad).

## Institutions culturelles et monuments

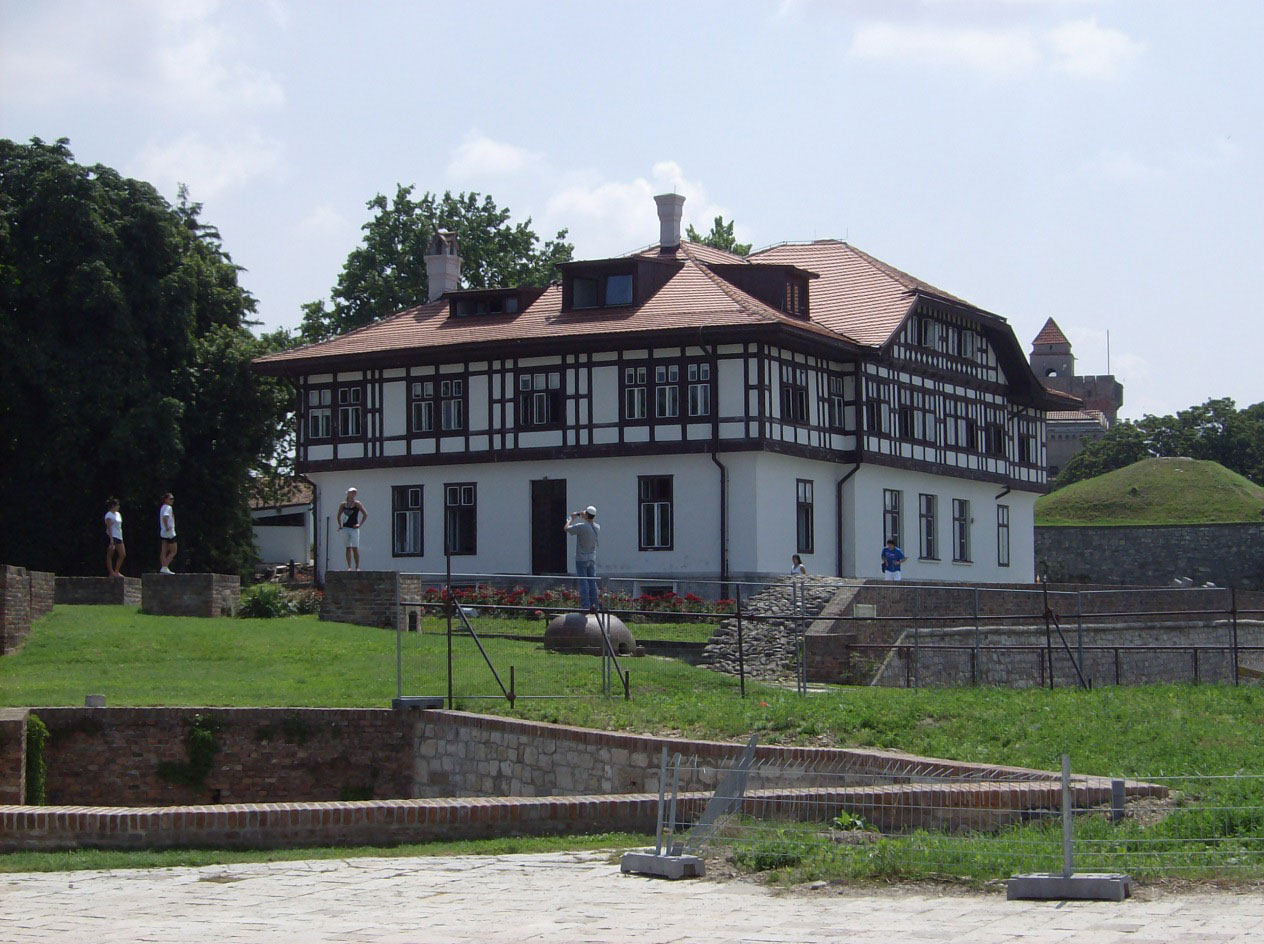
L'Institut pour la protection du patrimoine de la ville de Belgrade

Le centre d'attraction le plus important du parc de Kalemegdan est la forteresse de Belgrade, construite du Ier au XVIIIe siècle ; en raison de sa valeur architecturale et historique, elle est inscrite sur la liste des monuments culturels d'importance exceptionnelle de la république de Serbie. On y trouve l'Institut pour la protection du patrimoine de la ville de Belgrade (Zavod za zaštitu spomenika grada Beograda), créé en 1960, le Musée militaire (Vojni muzej), créé en 1878 par le roi Milan Ier et le musée d'Histoire naturelle (Prirodnjački muzej) de la capitale serbe. Situé en dehors de la forteresse, le Pavillon des arts Cvijeta Zuzorić, construit en 1908, est également un monument culturel classé.

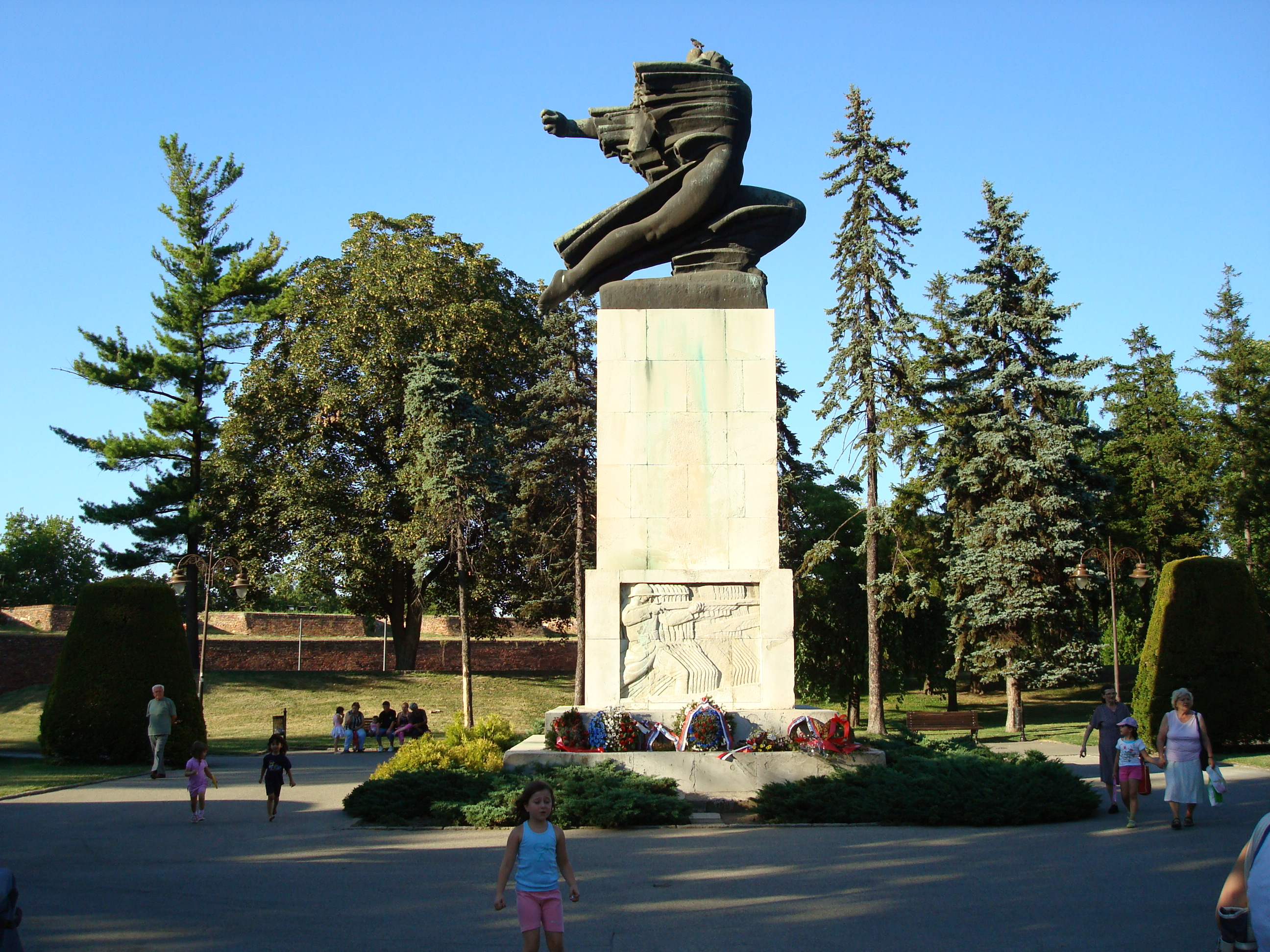
Le monument de la reconnaissance à la France

Kalemegdan abrite aussi un certain nombre de sites mémoriels classés. Le plus célèbre d'entre eux est le Victor (Pobednik ; en français : « Le Vainqueur »), un des monuments emblématiques de la ville de Belgrade ; cette œuvre, réalisée par le sculpteur croate Ivan Meštrović, commémore la victoire des Serbes au mont Cer lors de la Première Guerre mondiale. Le monument de la reconnaissance à la France, a été érigé en 1930 en témoignage de la reconnaissance de la Serbie vis-à-vis de la France pour son soutien dans la Première Guerre mondiale ; œuvre d'Ivan Meštrović, la statue est ornée d'une inscription : « Aimons la France comme elle nous a aimés » (en serbe cyrillique : Волимо Француску као што је она нас волела ; en alphabet latin : Volimo Francusku kao što je ona nas volela) ; la statue est inscrite sur la liste des monuments culturels de grande importance de la république de Serbie. Le Tombeau des Héros nationaux de Kalemegdan (Grobnica narodnih heroja) a été construit en 1948 pour abriter les dépouilles d'Ivo Lola Ribar (1916-1943) et d'Ivan Milutinović (1901-1944) ; celles de Đuro Đaković (1886-1929) ont été transférées sur le site le 29 avril 1949, pour le 20e anniversaire de sa mort, et celle de Moša Pijade (1890-1957) en mars 1957. Kalemegdan abrite aussi le site commémoratif de la remise des clés, marqué par une stèle érigée en 1967 pour le centième anniversaire du départ des Turcs de la capitale serbe.

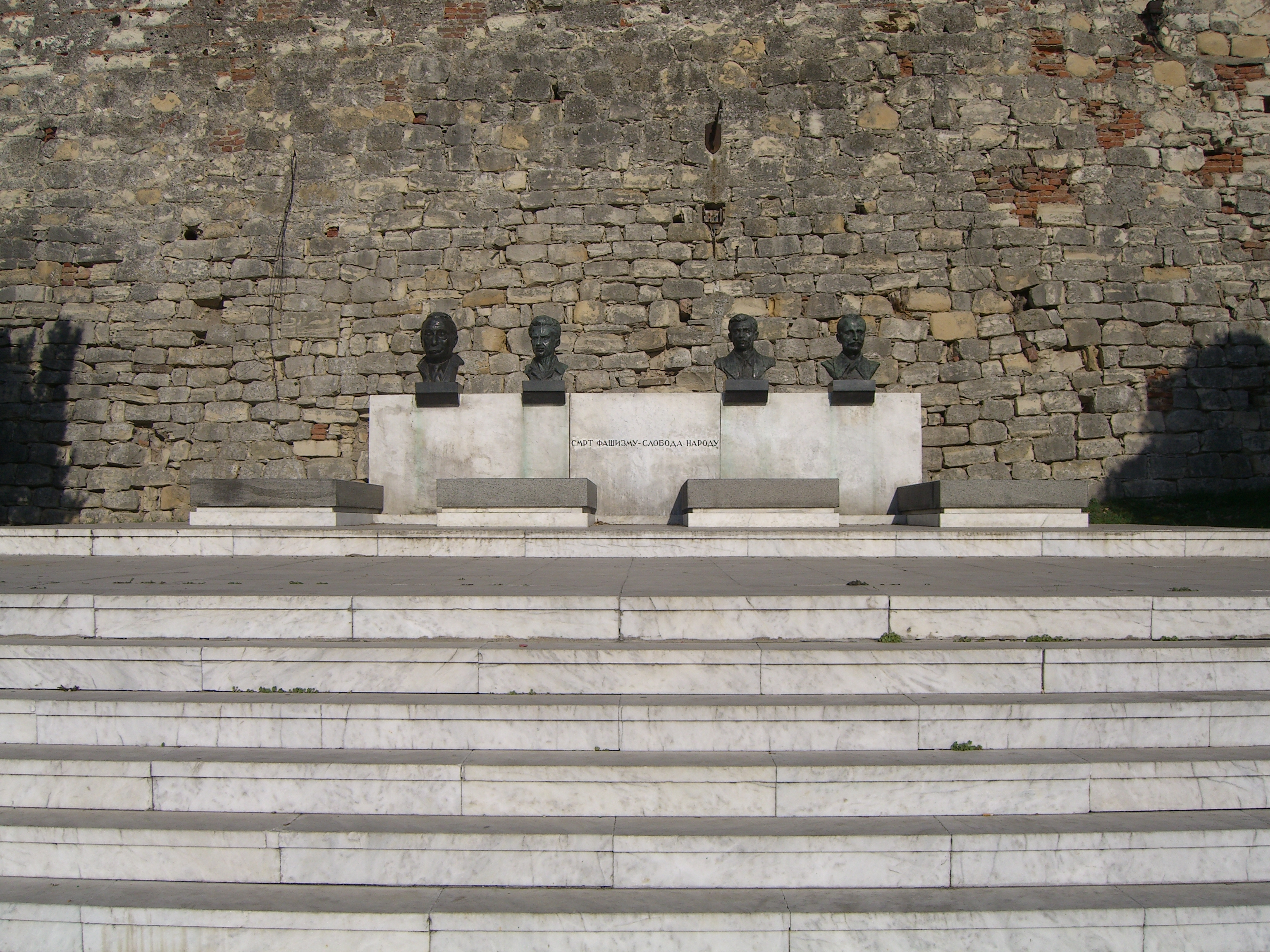
Le Tombeau des Héros nationaux de Kalemegdan
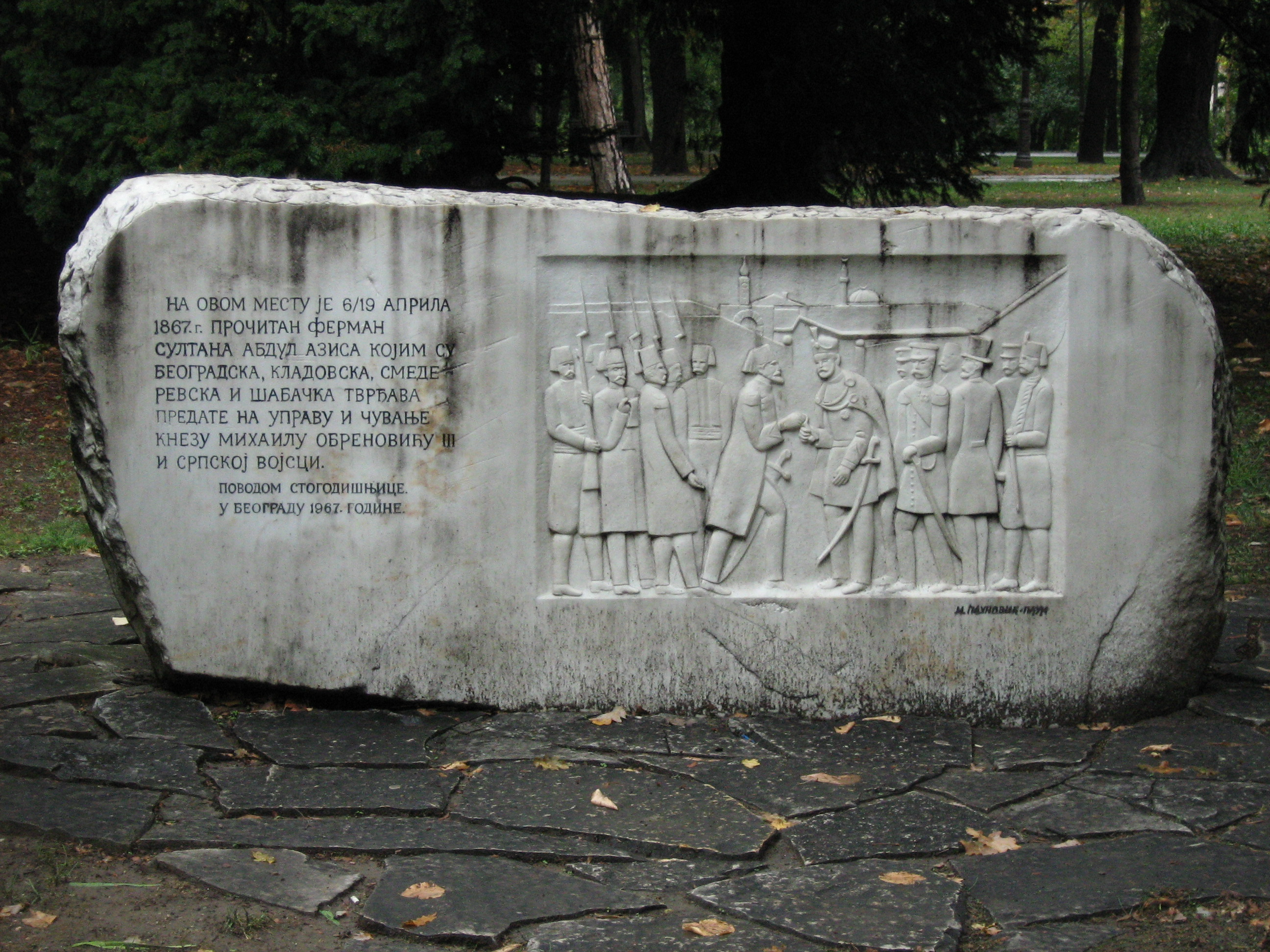
Le site commémoratif de la remise des clés
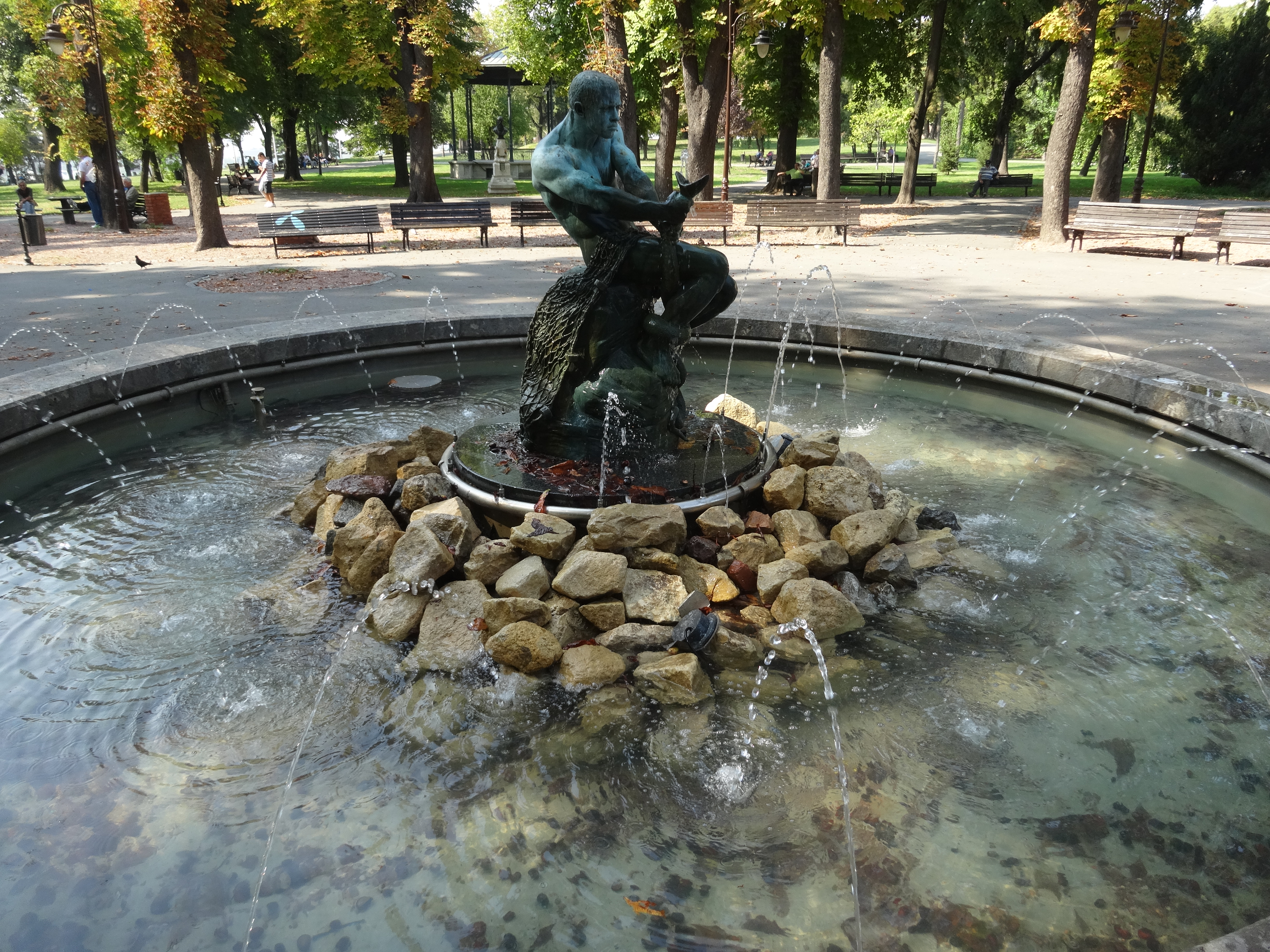
La Fontaine du Pêcheur

## Loisirs

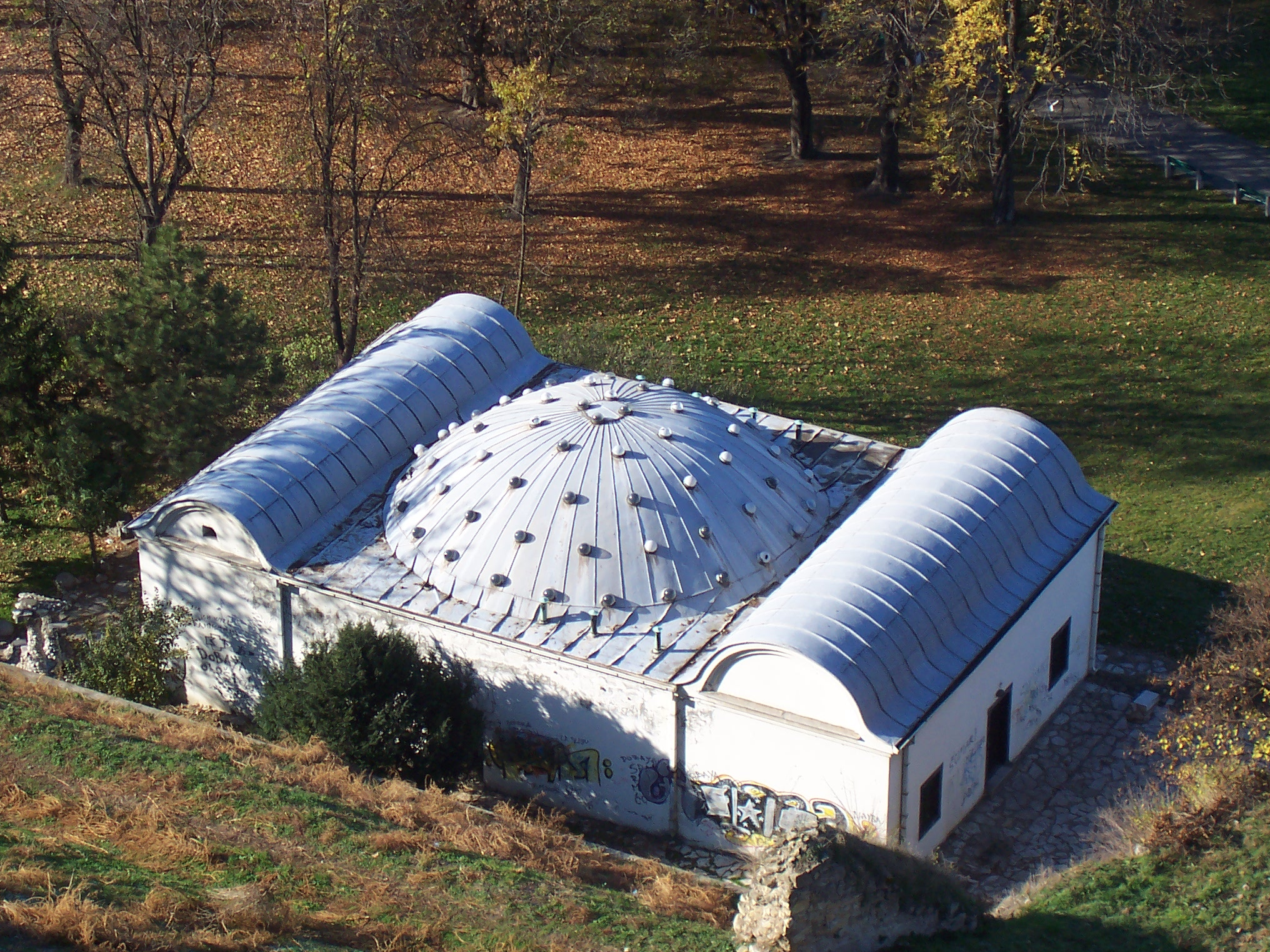
Le planétarium de Belgrade

Le parc de Kalemgdan est lieu de promenade pour les Belgradois et les touristes.
On y trouve un observatoire public (Narodna opservatorija), dépendant de la Société d'astronomie Ruđer Bošković, a été installé en 1964 au sommet de la tour du desposte, dans la forteresse de Belgrade, ainsi que le planétarium de Belgrade, géré par la même société et installé dans un ancien bain turc.
Le zoo de Belgrade (Beogradski zoološki vrt), créé en 1936, se trouve également dans le parc ; il est un de plus anciens zoos d'Europe.

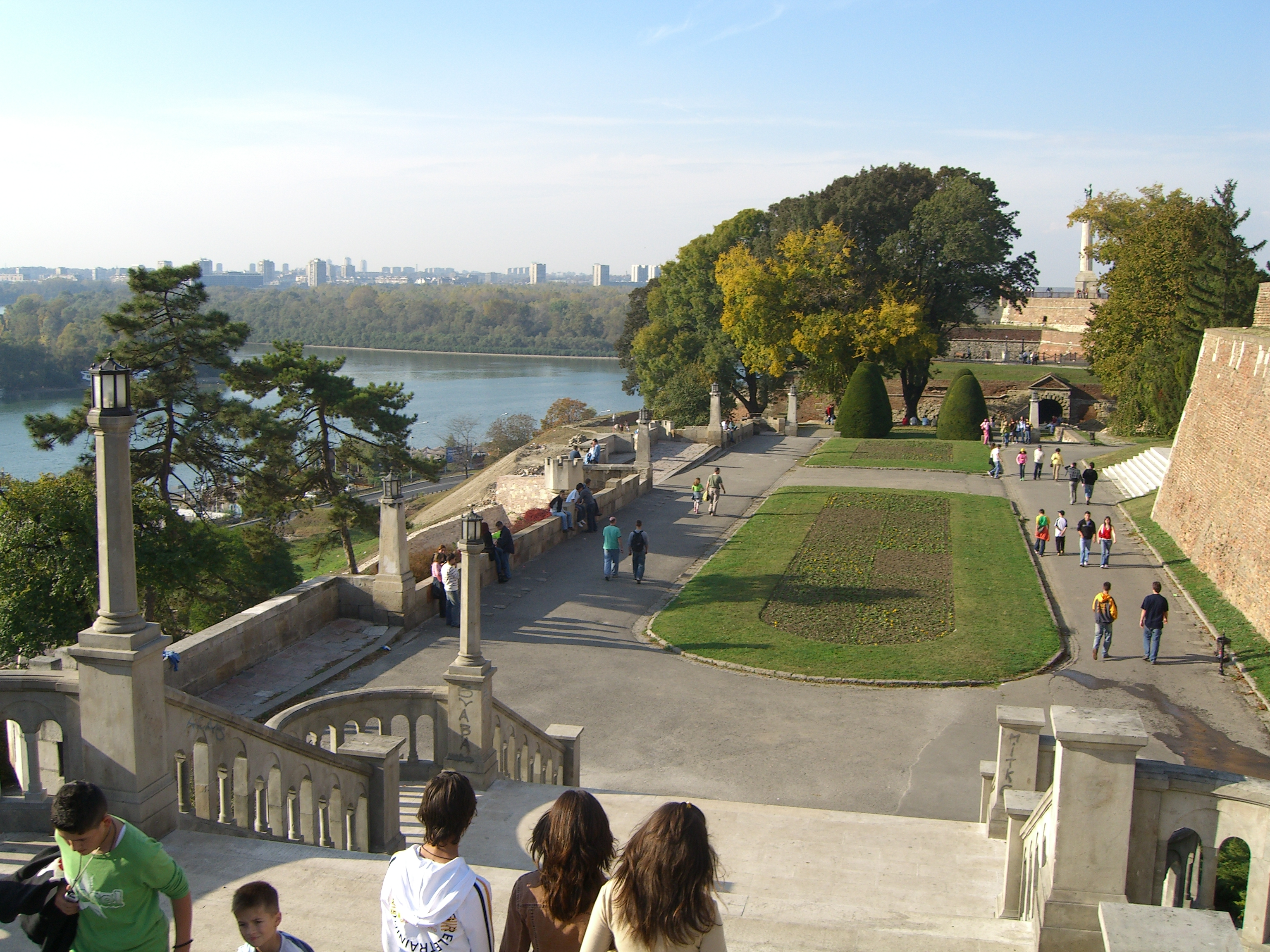
Vue du parc
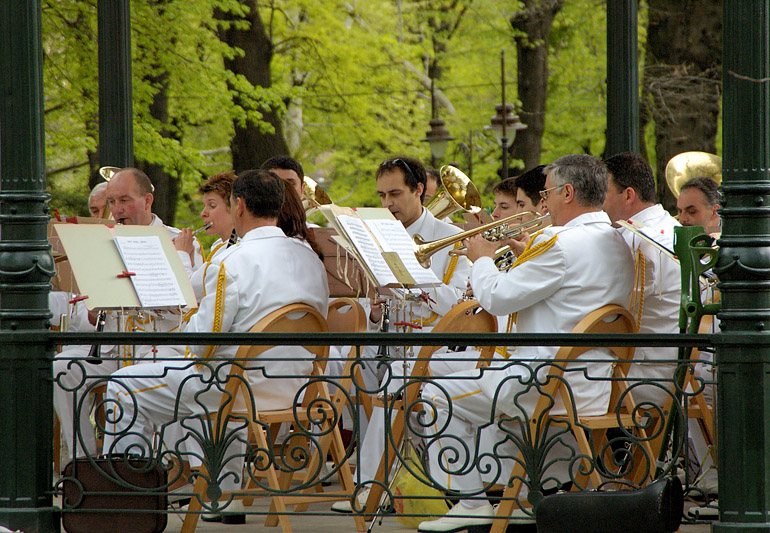
L'orchestre  du parc